# Battaglia di Dime
La battaglia di Dime o battaglia dell'Ecatombeo fu combattuta tra Sparta e la lega achea nell'estate/autunno del 226 a.C., nel corso della guerra cleomenea.

## Antefatti
In seguito allo scoppio della guerra cleomenea tra la lega achea e Sparta (228 a.C.), il re spartano Cleomene III vinse l'esercito acheo nelle battaglie del Monte Liceo e di Ladocea (227 a.C.)
Forte di queste vittorie, Cleomene tornò a Sparta ed eliminò gli efori in un attentato, attuò il suo progetto riformatore ed insediò il fratello Euclida come suo collega sul trono nonostante non fosse un membro della famiglia Euripontide.
In seguito, dopo che Arato si era preso una piccola rivincita sul re di Sparta sconfiggendo e facendo prigioniero il suo patrigno Megistonoo ad Orcomeno,, Cleomene conquistò invece Mantinea, liberandola dalla guarnigione achea.
Mentre Arato iniziava a prendere contatti col re di Macedonia Antigono III Dosone, che sarebbe successivamente intervenuto al suo fianco, Cleomene penetrò nel territorio della lega pronto ad affrontare nuovamente il nemico.

## Svolgimento

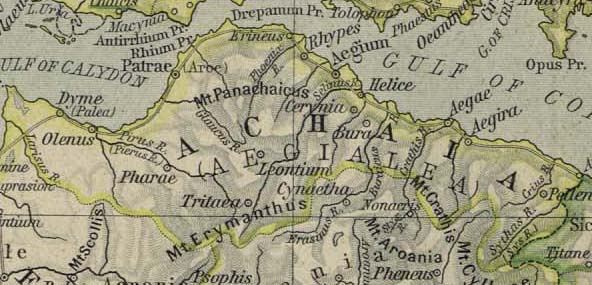
Mappa dell'Acaia con Dime (Dyme) sulla sinistra.

Penetrando nel territorio della lega achea, Cleomene intendeva provocare Arato e lo stratego Iperbata, quell'anno (226 a.C.) formalmente al comando dell'esercito. Se gli Achei si fossero rifiutati di combattere avrebbe invece gettato discredito sui loro generali.
Nell'estate/autunno del 226 a.C., poco dopo che ebbe iniziato a stringere in assedio la città di Dime, situata nel nord-ovest dell'Acaia, il re di Sparta fu raggiunto dall'esercito di Arato e di Iperbata. Per non cadere tra due fuochi (l'esercito acheo e la guarnigione di stanza a Dime), Cleomene si affrettò ad allontanarsi dalla città per dirigersi verso l'accampamento nemico. Lo scontro tra le due falangi oplitiche avvenne in una località chiamata Ecatombeo (in greco antico: Ἑκατόμβαιον?, Hekatòmbaion): nonostante l'inferiorità numerica testimoniata dalle fonti, l'esercito spartano sbaragliò quello acheo, causando molti morti fra i nemici e facendo numerosi prigionieri.

## Conseguenze

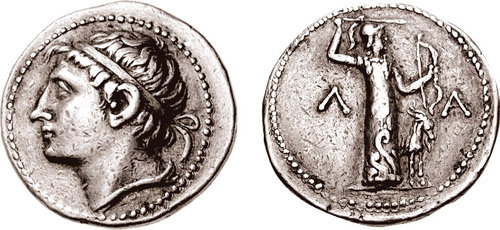
Tetradracma del III secolo a.C. raffigurante Cleomene III sul diritto ed Artemide Orthia sul rovescio.

La disfatta a Dime fu disastrosa per gli Achei: l'esercito di Arato e di Iperbata fu decimato, dato che dalla battaglia dell'Ecatombeo fino all'avvento di Antigono (224 a.C.) le fonti antiche non danno più testimonianza di movimenti di truppe achee ma solo di guarnigioni di stanza nelle varie città.
Dopo la sconfitta, gli Achei convocarono Cleomene a Lerna per una conferenza di pace ma il re di Sparta si ammalò lungo il tragitto e rinunciò ad incontrare gli avversari, limitandosi a liberare i prigionieri più illustri. In questa occasione di scambio di prigionieri fu probabilmente liberato anche Megistonoo, precedentemente catturato ad Orcomeno.
Plutarco attribuisce alla malattia di Cleomene la causa delle più grandi sventure per la Grecia, perché la mancata conferenza di pace di Lerna diede tempo ad Arato per allearsi con Antigono III Dosone, già precedentemente contattato in seguito alla battaglia di Ladocea.
Stretta l'alleanza con Antigono, Arato fece naufragare la seconda conferenza di pace, che avrebbe dovuto tenersi ad Argo (città antica) dopo la guarigione di Cleomene dalla sua malattia. Fallite le trattative, il re di Sparta poté conquistare con estrema facilità diverse città del Peloponneso, tra le quali Pellene, Fliunte, Feneo, Pentelio, Argo e Corinto. Lo stesso Arato dovette fuggire rocambolescamente da Corinto per evitare di essere ucciso dagli abitanti della città, che si arresero spontaneamente al re di Sparta.
L'arrivo di Antigono nel 224 a.C. volse però definitivamente le sorti della guerra in favore della neonata coalizione acheo-macedone, fino alla totale sconfitta di Cleomene a Sellasia.